# 8749 Beatles
8749 Beatles (1998 GJ10) là một tiểu hành tinh vành đai chính được phát hiện ngày 3 tháng 4 năm 1998 bởi J. Broughton ở Reedy Creek Observatory. Nó được đặt theo tên ban nhạc huyền thoại The Beatles.

## Cùng chủ đề
- 4147 Lennon
- 4148 McCartney
- 4149 Harrison
- 4150 Starr